# Mac Dre
Mac Dre, de son vrai nom Andre Louis Hicks, né le 5 juillet 1970 à Oakland, en Californie, et mort assassiné le 1er novembre 2004 à Kansas City, dans le Missouri, est un rappeur et producteur américain, fondateur du label Thizz Entertainment, anciennement Romp Productions,.

## Biographie

### Jeunesse et débuts
Andre Louis Hicks est né le 5 juillet 1970 à Oakland, et a emménagé très jeune à Vallejo, en Californie. Il grandit à Vallejo, au Country Club Crest, également connu comme le quartier The Crest. Il étudiera à la Hogan High School de Vallejo. Il est initialement connu sous le surnom de MC Dre, surnom qu'il considérera trop « côte est ». Il change par la suite de surnom pour Mac Dre. Mac Dre enregistrera trois premiers albums entre 1989 et 1991.

### Prison et suites
En 1992, Mac Dre est jugé à cinq ans d'emprisonnement. À cette période, Hicks était propriétaire du label Romp Productions. Hicks ne sortira qu'en 1996. Pendant son séjour en prison, il publie Mac Dre Presents: The Rompalation en 1996. Après sa libération en 1997, il publie un second album Stupid Doo Doo Dumb le 28 avril 1998. Après ces albums, Hicks fait la rencontre du producteur exécutif Bernard Gourley et enregistre l'album Rapper Gone Bad avec à la production Tone Cappone, Lev Berlak, et Warren G.
En 2001, Hicks emménage à Sacramento afin d'oublier The Crest ; il loue une maison située à 3824 Arden Way dans Sacramento. Après son séjour en prison, Dre adopte un style de vie qu'il passe dans les boites de nuit afin de rattraper ses jours perdus derrière les barreaux. Il prend des drogues, dont de l'ecstasy. Hicks lance un nouveau label, Thizz Entertainment. Il travaille avec des artistes reconnus comme J-Diggs, Keak da Sneak, E-40, B-Legit, Dubee, Mistah F.A.B., Rydah J. Klyde, Richie Rich, Lil Ric, San Quinn, Mars, Yukmouth, PSD, Andre Nickatina, Mac Mall, Smoov-E (alias Eli Meltzer), Messy Marv, Husalah, The Jacka et Too $hort. Il participe également à un hook sur la chanson Gotta Survive issue de l'album Black 'N Dangerous de Young Lay qui fait également participer 2Pac.

### Décès
Mac Dre et les membres du label Thizz sont annoncés pour un concert à Kansas City, dans le Missouri, le 31 octobre 2004. Il y aurait eu un défaut de paiement avec le promoteur. Mac Dre quitte le concert et rentre dans sa chambre d'hôtel. À l'aube du 1er novembre, sur la Route 71 de Kansas City, des assaillants à bord d'une Infiniti G35 noire volée font feu sur le van dans lequel Mac Dre est passager. Le conducteur réussit à composer le 911 sur son téléphone, mais Hicks est déclaré mort sur les lieux  d'une balle reçue dans le dos. Les coupables ne seront jamais retrouvés. Hicks est enterré au Mountain View Cemetery d'Oakland. En 2006, sa pierre tombale est dérobée.

## Discographie

### Albums studio
- 1989 : Young Black Brotha (EP)
- 1991 : California Livin EP
- 1992 : What's Really Going On? (EP)
- 1992 : Back N Da Hood (EP)
- 1993 : Young Black Brotha
- 1998 : Stupid Doo Doo Dumb
- 1999 : Rapper Gone Bad (réédité en 2004)
- 2000 : Heart of a Gangsta, Mind of a Hustla, Tongue of a Pimp (réédité en 2003)
- 2001 : Mac Dre's the Name
- 2001 : It's Not What You Say... It's How You Say It
- 2002 : Thizzelle Washington
- 2003 : Al Boo Boo
- 2004 : Ronald Dregan: Dreganomics
- 2004 : The Genie of the Lamp
- 2004 : The Game Is Thick, Vol. 2
- 2005 : Judge Dre Mathis
- 2007 : Pill Clinton
- 2008 : Dre Day: July 5th 1970

### EPs
- 1989 : Young Black Brotha
- 1991 : California Livin'
- 1992 : What's Really Going On
- 1992 : Back n da Hood

### Compilations
- 2002 : The Best of Mac Dre
- 2004 : The Best of Mac Dre II
- 2006 : The Best of Mac Dre Vol. 3
- 2008 : The Best of Mac Dre Vol. 4
- 2010 : The Best of Mac Dre Vol. 5

### Albums collaboratifs
- 1990 : Supa Sig Tapes (avec Little Bruce)
- 2001 : Turf Buccaneers (avec Cutthroat Committee)
- 2005 : Money iz Motive (avec Cutthroat Committee)
- 2005 : Da U.S. Open (avec Mac Mall)
- 2005 : 15 Years Deep (avec Da'unda'dogg)
- 2007 : DreDiggs: Me and My Cuddie (avec J-Diggs)
- 2007 : Everybody Ain't Able (avec Jay Tee)
- 2008 : A Tale of Two Andres (avec Andre Nickatina)
- 2009 : Maccin' and Doggin' (avec Da'unda'dogg)